# Иван Селимински
Иван Селимински е изтъкнат български възрожденец, общественик и лекар.

## Биография

### Ранни години
Д-р Иван Селимински (рождено име – Юрдан Георгиев Христов) е роден на 24 декември 1799 г. в Сливен в семейството на търговец. Начално образование получава в сливенско училище. Баща му Георги бил убит през 1801 г. от телохранителя си – потурчен българин. Майка му Малама загинала заедно с цялото семейство от чума през 1812 г. На 14-годишна възраст заедно със свои роднини пътува до Йерусалим (след години Селимински пише, в спомените си за хаджи Петър от Казанлък, помогнал на много български младежи да учат в град Кидония, за хаджи Дамянти Мангалоглу от Сливен и хаджи Неофит от Ямбол и осмива чрез тях хаджилъка като средство за създаване на уважение в обществото).
Селимински завършва гръцката гимназия в град Кидония, Мала Азия. По това време той се формира като революционен демократ и взема дейно участие в тайните революционни организации на гръцкото освободително движение Филики Етерия. По пътя от Кидония до Атон и оттам до Пелопонес той се запознава с организациите на гръцкото въоръжено въстание по островите.

### В Европа
В Италия той се среща с гръцките емигрантски революционни организации, а също с национално-революционното движение на италианските карбонари, чиито въстания в Пиемонт и Неапол през 1821 – 1822 г. току-що са били потушени. В Пеща той се запознава с унгарското национално революционно движение и с организациите на славянските народи в Австрия (чехи, словаци, хървати, словенци, сърби и др.), а също и с някои от известните тогава учени-слависти. Запознава се и с дейността на „Матица сръбска“.
В град Брашов Селимински взима активно участие в превръщането на града в един от първите организационни центрове на българската емиграция.

### Отново в България
Селимински се връща в Сливен през 1825 г. и основава през същата година първата българска тайна революционна организация „Братство“. В Сливен Иван Селимински отваря училище с две степени, в горната степен на което преподава физика като самостоятелен учебен предмет.
След първите успехи на организацията Селимински заклева членовете и излага провежданата от него революционна тактика и стратегия в нелегалната борба. Организации като тази в Сливен са създадени още в Шумен и други градове. В навечерието на руско-турската война (1828 – 1829 г.) организацията взема мерки за въоръжаването на своите хора, създаване на въоръжени отряди, складове за оръжие и храна по Балкана. Организира и разузнаването на решенията на турското правителство.

### Участие в организираното преселение в Бесарабия
Селимински напълно подкрепя идеята за образуване на автономно българско княжество в Добруджа. Като един от ръководителите на българската емиграция, той прави всичко възможно за изпращане на специална делегация в Цариград. Перспективите за осъществяването на тази идея са добри, обаче голямата холерна епидемия и безпаричието попречват на делегацията да замине навреме.

### Букурещ
Като учител в Букурещ, той е един от главните основатели на първата българска емигрантска организация във влахо-молдавската столица. Тя дава основата за организирането на Българско народно дружество през революционната 1848 г. След това се създава Букурещкия български комитет през 1853 г. във връзка с Кримската война, който през 1862 г. се е превръща в Българска добродетелна дружина. Като учител в град Рошиори де Веде, Селимински помага на българските бежанци, произхождащи главно от Свищов, да построят нов град – Александрия.

### Във Влашко и Бесарабия
Откритото от него училище в Нови Сливен (Берязка) е закрито скоро, понеже е оклеветен като безбожник пред окръжния управител. През 1835 г. Селимински става генерален пълномощник на общината в Нови Сливен. Той организира общината по демократически принцип, като я разделил на части, от които всяка част избира представител за общото ръководство на общината.
Изработването на устава на Централното болградско училище е дело основно на Селимински.

### Атина
Като студент по медицина в Атина през 1840 – 1844 г., Селимински възобновява организираното на остров Андрос Славяно-българско ученолюбиво дружество от българските младежи, преминали на учение в Атина, на които той става учител и възпитател. Полага основите на 25-членна организация, която да се бори за народност, за просвета и за българска родна църква.
Селимински поддържа започнатото дело от Васил Априлов за господство на говоримия български език в училищата и църквите и изпращане на български младежи на учение в руските училища. Бори се против католическата и протестантската пропаганда, която според него се опитва да внесе разединение всред българите.
Селимински написва в Атина своето „Политическо верую“, в което излага основните си обществено-политически и философски възгпеди като революционен демократ и изключително прогресивен обществен деятел. През време на парламентарните избори в Гърция в 1843 г. по идея на Селимински е образуван „Трако-славянски комитет“.

### След дипломирането си
От дипломирането си като медик през 1845 г. до последната година от живота си – 1867 г. д-р Селимински работи като лекар и провежда множество здравни реформи във всички градове където работи – Букурещ, Браила, в Бесарабия и др.
През 1845 г. Селимински заминава за Париж, където престоява известно време и с група българи обмислят въпроса, как да се помогне на България след Нишкото въстание. През 1846 г. той взема участие в написването на едно заявление до султан Абдул Меджид, с което се иска изборни български свещенослужители, определяне на заплатите им и служене в църквите на български език.
Селимински е сред първите по-изтъкнати за времето българи, които се свързва с един от най-ранните дейци на албанското възраждане Наум Векилхарджи, като му написва специално възвание до албанския народ в духа на собствените си разбирания.
Селимински е един от организаторите в Букурещ на Българско народно дружество, което има просветни задачи и играе активна роля през време на революцията във Влашко през 1848 г.
Той става член на гръцко-етеристко дружество през 1847 г. и когато разбира, че се цели повдигането на България само с цел да се отклони вниманието на турците от Гърция, прави необходимите постъпки пред руското правителство, за да осуети този план.

### Организатор на доброволците за Кримската война
През 1853 г. той става главният организатор на доброволческите български отряди, които достигат до 4000 души. Той е и един от главните организатори на Букурещкия български комитет. Селимински взима активно участие в църковната борба.

### Чехия – 1000 години българска азбука
Селимински е оценил много високо 1000-годишнината от създаването на славянската азбука и пристигането на солунските братя Кирил и Методий във Великоморавия. Участва в празника на солунските братя, който е отбелязван с особена тържественост в Браила.

### Смърт
Умира на 21 август 1867 г. в един румънски манастир около Галац.

## Творения
Селимински не владее писмено български език. В своето завещание той отделя средства, за сметка на които съчиненията му да бъдат преведени от гръцки и обнародвани на родния му език. Многотомното издание, което се появява десетилетия след смъртта на автора, включва между другото неговите мемоари („Исторически спомен)“ и студията му „Българският църковен въпрос“, в която той се застъпва за черковно-национална независимост.
- Библиотека д-р Иван Селимински (превели Перикли Чилев и Е. Пажева). Т.1 – 14. София, Държавна печатница (1904 – 1931)
- Д-р Иван Селимински, Избрани съчинения (ред. Н. Кочев, М. Бъчваров), София, Наука и изкуство (1979) [философски произведения]
- Д-р Иван Селимински, Съчинения (ред. Р. Димчева, Н. Кочев). София, Български писател (1989) [подборка]

Част от архивите му се съхраняват във фонд №28 на Българския исторически архив в Националната библиотека „Св. св. Кирил и Методий“.

## Памет
На Иван Селимински е наречена улица в кварталите „Сухата река“ и „Васил Левски“ в София (Карта). Наречена и улица във Варна, кв. ,, Максуда,,.Държавната болница в гр.Сливен също носи неговото име.